# Aloe amicorum
Aloe amicorum är en grästrädsväxtart som beskrevs av Leonard Eric Newton. Aloe amicorum ingår i släktet Aloe och familjen grästrädsväxter. Inga underarter finns listade i Catalogue of Life.